# Sandy & Junior
Sandy & Junior er en brasiliansk popmusikduo bestående af søskende Sandy Leah Lima (født 28. januar 1983) og Durval de Lima Junior (født 11. april 1984). De nåede først til berømthed som børn af Xororó fra den populære sertanejo-duo Chitãozinho & Xororó. Sandy & Junior begyndte med at synge børnesange og sertanejo-påvirkede numre (deres første single, "Maria Chiquinha", er en klassisk sertanejo-sang). Da de nåede ungdommen, ændrede de deres stil til poppåvirkede sange, hovedsageligt ballader og rytmiske sange. De blev et popfænomen i Brasilien med udgivelsen af albummerne Era Uma Vez ... Ao Vivo i 1998, As Quatro Estações i 1999, Quatro Estações: O Show i 2000 samt Sandy & Junior i 2001, der solgte mere end 9 millioner eksemplarer tilsammen og modtog flere diamantcertifikater. Época-magasinet sammenlignede deres succes med Beatlemania. En af de bedst sælgende brasilianske kunstnere gennem tiderne, Sandy & Junior, solgte over 20 millioner albums.
De havde en selvbenævnt ugentlig tv-serie mellem 1999 og 2002 på Rede Globo og udgav filmen Acquaria i 2003; Sandy spillede også hovedrollen i sæbeoperaen Estrela-Guia i 2001. Tidligere havde de optrådt i Renato Aragão-filmen O Noviço Rebelde i 1997. Den 17. april 2007 meddelte Sandy & Junior, at et MTV-unplugged-album, der blev optaget i maj 2007, ville være deres sidste arbejde sammen i en video, der blev sendt på deres websted adresseret til deres fans og på en pressekonference, hvori de også oplyste, at deres karriere som duo ville være forbi i slutningen af 2007. Begge har haft solo-karierer: Junior som en pladeproducer og Sandy som solosanger.
I marts 2019 annoncerede de Nossa História-touren til markering af 30-årsdagen for duoens første tv-optræden, der fandt sted i 1989. De havde planlagt flere datoer på forskellige stadioner men touren blev udvidet med flere ekstra datoer for at imødekomme flere fans.

## Discografi

### Studioalbummer
| Titel               | Detaljer                                                                        | Salg                         | Anerkendelser     |
| ------------------- | ------------------------------------------------------------------------------- | ---------------------------- | ----------------- |
| Aniversário do Tatu | - Udgivet: 1991 - Label: Philips - Format: CD, LP, K7                           | - BRA: 310,000               | - PMB: Guld       |
| Sábado à Noite      | - Udgivet: 1992 - Label: Philips - Format: CD, LP, K7                           | - BRA: 400,000               |                   |
| Tô Ligado em Você   | - Udgivet: 1993 - Label: Philips - Format: CD, LP, K7                           | - BRA: 490,000               | - PMB: Guld       |
| Pra Dançar Com Você | - Udgivet: 1994 - Label: Philips - Format: CD, LP, K7                           | - BRA: 500,000               |                   |
| Você é D+           | - Udgivet: 1995 - Label: Mercury/PolyGram - Format: CD, LP, K7                  | - BRA: 550,000               |                   |
| Dig-Dig-Joy         | - Udgivet: 1996 - Label: Mercury/PolyGram - Format: CD, K7                      | - BRA: 700,000               | - PMB: Guld       |
| Sonho Azul          | - Udgivet: 1997 - Label: Mercury/PolyGram - Format: CD                          | - BRA: 780,000               | - PMB: Platin     |
| As Quatro Estações  | - Udgivet: 1999 - Label: Mercury/Universal Music - Format: CD                   | - BRA: 2,500,000             | - PMB: 2× Diamond |
| Sandy & Junior      | - Udgivet: 2001 - Label: Mercury/Universal Music - Format: CD                   | - BRA: 1,000,000             | - PMB: 3× Platin  |
| Internacional       | - Udgivet: 2002 - Label: Mercury/Universal Music - Format: CD                   | - BRA: 700,000 - POR: 20,000 | - PMB: Platin     |
| Identidade          | - Udgivet: 2003 - Label: Mercury/Universal Music - Format: CD, download digital | - BRA: 600,000               | - PMB: Platin     |
| Sandy & Junior      | - Udgivet: 2006 - Label: Mercury/Universal Music - Format: CD, download digital | - BRA: 250,000               | - PMB: Platin     |

### Live albums
| Titel                  | Detaljer                                                                     | Salg             | Anerkendelser    |
| ---------------------- | ---------------------------------------------------------------------------- | ---------------- | ---------------- |
| Era Uma Vez... Ao Vivo | - Udgivet: 1998 - Label: Universal Music - Format: CD, DVD, VHS              | - BRA: 1,700,000 | - PMB: 3× Platin |
| Quatro Estações O Show | - Udgivet: 2000 - Label: Universal Music - Format: CD, DVD, VHS              | - BRA: 3,000,000 | - PMB: Diamant   |
| Ao Vivo no Maracanã    | - Udgivet: 2002 - Label: Universal Music - Format: CD, DVD, download digital | - BRA: 450,000   | - PMB: Platin    |
| Acústico MTV           | - Udgivet: 2007 - Label: Universal Music - Format: CD, DVD, download digital | - BRA: 250,000   | - PMB: Platin    |

### Opsamlingsalbummer
| Titel                       | Detaljer                                              | Salg           | Anerkendelser |
| --------------------------- | ----------------------------------------------------- | -------------- | ------------- |
| Todas as Estações - Remixes | - Udgivet: 2000 - Label: Universal Music - Format: CD | - BRA: 500,000 | - PMB: Platin |

### Singler
| År   | Single                                               |
| ---- | ---------------------------------------------------- |
| 1991 | Maria Chiquinha                                      |
| 1991 | Aniversário do Tatu                                  |
| 1991 | Casamento Natural                                    |
| 1992 | Sábado À Noite                                       |
| 1992 | Abra A Porta, Mariquinha                             |
| 1992 | Vamos Construir (med - Chitãozinho & Xororó)         |
| 1993 | Tô Ligado Em Você                                    |
| 1993 | Splish Splash                                        |
| 1993 | Primeiro Amor                                        |
| 1994 | Com Você                                             |
| 1994 | Nascemos Pra Cantar                                  |
| 1994 | Criança Esperança                                    |
| 1995 | O Universo Precisa de Vocês (Power Rangers)          |
| 1995 | Rap do Aniversário (med - Xuxa)                      |
| 1995 | Vai Ter Que Rebolar                                  |
| 1996 | Não Ter                                              |
| 1996 | Dig-Dig-Joy                                          |
| 1996 | Etc... E Tal                                         |
| 1996 | Férias de Julho                                      |
| 1997 | Inesquecível                                         |
| 1997 | Beijo É Bom                                          |
| 1997 | Eu Acho Que Pirei                                    |
| 1997 | Era Uma Vez... (med - Toquinho)                      |
| 1998 | Em Cada Sonho                                        |
| 1998 | No Fundo Do Coração                                  |
| 1999 | Imortal                                              |
| 1999 | Aprender A Amar                                      |
| 1999 | As Quatro Estações                                   |
| 2000 | You're My #1 (med Enrique Iglesias)                  |
| 2000 | A Lenda                                              |
| 2000 | Olha O Que O Amor Me Faz                             |
| 2000 | Enrosca                                              |
| 2001 | O Amor Faz                                           |
| 2001 | A Gente Dá Certo                                     |
| 2001 | Quando Você Passa (Turu Turu)                        |
| 2002 | Love Never Fails                                     |
| 2002 | Words Are Not Enough                                 |
| 2002 | Convence Al Corazón (Single i Spanien, Latinamerica) |
| 2002 | Super-Herói (Não É Fácil)                            |
| 2002 | Nada É Por Acaso                                     |
| 2002 | Cai A Chuva                                          |
| 2003 | Encanto                                              |
| 2003 | Desperdiçou                                          |
| 2003 | Você Pra Sempre (Inveja)                             |
| 2004 | Nada Vai Me Sufocar                                  |
| 2006 | Replay                                               |
| 2006 | Estranho Jeito de Amar                               |
| 2006 | Discutível Perfeição                                 |
| 2006 | Tudo Pra Você                                        |
| 2007 | Abri Os Olhos                                        |
| 2007 | A Lenda (Acoustic)                                   |

#### Extra singler
| År   | Single                                         |
| ---- | ---------------------------------------------- |
| 1997 | "Vivo por Ela" (Sandy Leah med Andrea Bocelli) |
| 1998 | "Era uma vez" (With Toquinho)                  |
| 2000 | "You're My Number One" (With Enrique Iglesias) |
| 2003 | "Bang Bang (You're The One)"                   |
| 2004 | "Vida De Marola"                               |

## Tourneer
- Tô Ligado em Você (1994)
- Dig Dig Joy (1996—97)
- Eu Acho Que Pirei Tour (1998—99)
- Quatro Estações Tour (2000—01)
- Sandy & Junior 2002 (2002—03)
- Identidade Tour (2004—05)
- Sandy & Junior 2006 (2006—07)
- Acústico MTV (2007)
- Nossa História (2019)